# De Motte
Pour les articles homonymes, voir Motte.
De Motte (parfois orthographiée DeMotte) est une municipalité américaine située dans le comté de Jasper en Indiana. Lors du recensement de 2010, sa population est de 3 814 habitants.

## Géographie
De Motte se trouve dans le nord-ouest de l'Indiana.
Selon le Bureau du recensement des États-Unis, la municipalité s'étend alors sur une superficie de 3,61 milles carrés (9,35 km2).

## Histoire
La localité est fondée sur le tracé du New York Central Railroad. Le premier commerce du bourg, alors appelé Little Village, est ouvert en 1876 par Seth Bentley,.
Le bureau de poste de De Motte est ouvert le 5 juin 1882. Il est nommé en l'honneur du vétéran de la guerre de Sécession et homme politique local Mark L. De Motte,. Le bureau de poste est renommé Demotte en 1893.
De Motte connait une importante croissance en raison de la proximité de l'aire métropolitaine de Chicago. Elle devient une municipalité en 1967.

## Démographie
Selon l'American Community Survey de 2018, le revenu médian par foyer à De Motte est de 47 083 dollars contre 60 293 dollars à l'échelle du pays. Le taux de pauvreté y est cependant deux fois inférieur à la moyenne nationale (6,1 % contre 11,8 %),. La population de De Motte est blanche à 94 %, un taux qui correspond au niveau d'usage de l'anglais à la maison par ses habitants.